# Арутюнян Ашот Сергійович
Ашот Сергійович Арутюн́ян (вірм. Աշոտ Հարությունյան; нар. 19 липня 1909 Тифліс — пом. 2003, Москва) — радянський вчений в галузі агрохімії. Доктор сільськогосподарських наук (з 1961 року), професор (з 1963 року).

## Біографія
Народився 19 липня 1909 року в місті Тифлісі (нині Тбілісі, Грузія). У 1929 році закінчив Єреванський державний університет. Член ВКП(б) з 1939 року. Брав участь у Другій світовій війні.
У 1929—1949 роках — на виробничій, партійній і науковій роботі. У 1950—1953 роках — директор і одночасно завідувач відділу агрохімії та ґрунтознавства, потім до 1980 року завідувач цього відділу Вірменського науково-дослідного інституту виноградарства, виноробства та плодівництва. З 1980 року там же працює консультантом.
Нагороджений орденом «Знак Пошани».
Помер в Москві у 2003 році.

## Наукова діяльність
Розробив ефективні прийоми підвищення урожайності і регулювання якісних показників винограду і вина за допомогою добрив; запропонував оптимальні дози, сроки і способи застосування добрив, розробив методику складання агрохімічних карт багаторічних насаджень, а також нову систему диференцірованого застосування добрив на виноградниках з урахуванням типу вин, що отримуються з вирощуваного винограду. Автор 3-х монографій, 6 брошур, понад 100 наукових статей. Серед робіт:
- Удобрение виноградников. — 2-е видання — Москва, 1983.